# Al-Barid
Al-Barid (arab. البارد) – wieś w Syrii, w muhafazie Hama. W 2004 roku liczyła 710 mieszkańców.